# Beaumont-Sardolles
Beaumont-Sardolles é uma comuna francesa na região administrativa de Borgonha-Franco-Condado, no departamento Nièvre. Estende-se por uma área de 29,5 km². Em 2010 a comuna tinha 119 habitantes (densidade: 4 hab./km²).